# Matthew Brettingham

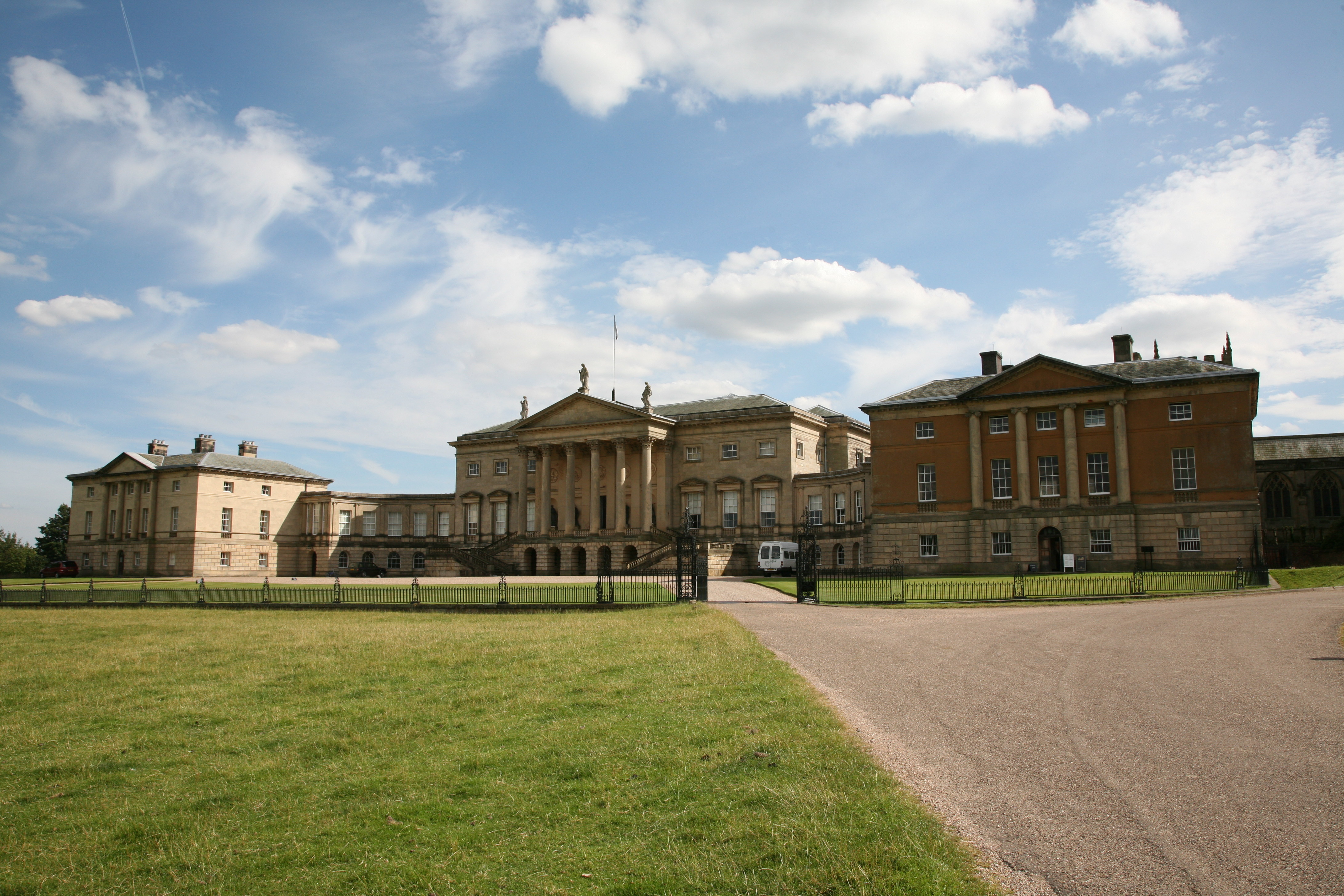
Kedleston Hall

Matthew Brettingham (ur. w 1699 w Norwich  – zm. 19 sierpnia 1769) – brytyjski osiemnastowieczny architekt.

## Życiorys
Najbardziej znany jest z projektu posiadłości Kedleston Hall w Derbyshire. Do innych jego znanych dzieł należą Gunton Hall i Holkham Hall. Urodził się jako drugi syn Launcelota Brettinghama (1664 – 1727), murarza z Norwich. Budował w stylu palladiańskim, choć pod koniec jego kariery modny stał się klasycyzm.